# Alvarado (Veracruz)
Alvarado és una ciutat localitzada en l'estat de Veracruz a Mèxic. La població és de 	23.128 habitants al cens del 2010.
La seva extensió territorial limita al nord amb el municipi de Boca del Río i per això forma part de la Zona Metropolitana de Veracruz.

## Toponímia
Abans de l'arribada dels espanyols el poblat era anomenat pels nadius "Atlizintla". El nom vol dir "al costat de l'aigua abundant", perquè el lloc es trobava al sud-oest de la península que es forma entre la desembocadura del riu Papaloapan i el sistema de llacunes sobre el Golf de Mèxic. A l'arribada dels espanyols va rebre el nom d'Alvarado, en nom del conqueridor Pedro de Alvarado. Cap a 1600 el poblat era conegut com a "San Cristóbal de Alvarado", en honor del Sant patró del poble. No es va trobar una data exacta, encara que a partir de començaments del segle xx la ciutat era àmpliament coneguda només com a "Alvarado".

## Geografia

### Localització i àrea

Regió del Papaloapan, Alvarado està marcat amb el número 3.

Les coordenades geogràfiques del Municipi de Alvarado (número 3 en el mapa) són: 18°46' Latitud Nord, 95°46′ Longitud Oest a 10m sobre el nivell del mar. Es troba a la denominada "Regió del Papaloapan"; confina amb municipis pertanyents a la "Regió de Sotavento".

### Hidrografia
El municipi es troba regat pels rius Papaloapan i Blanc, sent tots dos tributaris del complex de les llacunes d'Alvarado, constituït, de Nord a Sud, per les llacunes Camaronera, Buen País, Alvarado i Tlalixcoyan. Alhora, aquest conjunt de zones lacustres configura l'ecoregió dels Manglars d'Alvarado, la zona de manglars més septentrionals del Golf de Mèxic.

## Història

### Esdeveniments rellevants

#### Segle XVI
- 1518, el conqueridor Pedro de Alvarado arriba a Atlizintla, col·locant el seu nom tant al poblat com al riu que mulla les seves costes.
- 1525, 19 de setembre, la comunitat queda sota el Bisbat Carolense o de Yucatán.
- 1560, Gaspar Rodríguez de Santolalla s'estableix en el lloc.
- 1563, Juan de Sahagún construeix a Alvarado les instàncies per embarcar mercaderies rumb al port de Veracruz.

#### Seglexvii
- 1600, la comunitat comença a denominar-se com a Sant Cristóbal de Alvarado.
- 1609, primers registres de població: 20 veïns casats i 236 negres.
- 1646, nova divisió en la Nova Espanya, col·loca a Sant Cristóbal de Alvarado sota la jurisdicció de la Nova Diòcesi de Puebla.
- 1667, Sant Cristóbal de Alvarado és víctima d'atacs pirates..

#### Seglexviii
- 1737, es funda la primera escola oficial, denominada com a "Escola Real", ara coneguda com a "Carlos A. Ramón".
- 1742, registres de població: amb 50 o 60 famílies d'espanyols i mulats.
- 1774, un incendi destrueix gairebé totalment el poblat.
- 1777, registres de població: 284 veïns.
- 1790, 330 famílies, amb 2000 ànimes de població entre "grans i petits".
- 1790, el cens assigna a Alvarado una població de 330 famílies, representant uns 1,320 individus.

#### Seglexix
- 1812, Sant Cristóbal de Alvarado queda sota la jurisdicció de la Província de Veracruz.
- 1813, el Gral. Nicolás Bravo és derrotat.
- 1816, La Corona Espanyola concedeix el Títol de "Vila" al poblat.
- 1818, el primer Ajuntament és autoritzat.
- 1821, el Coronel Antonio López de Santa Anna s'aixeca en armes en suport al "Pla d'Iguala".
- 1825, la vila queda sota la jurisdicció del Departament del Golf, departament Veracruz, cantó Veracruz.
- 1838, comença a ser habilitat el port, amb nomenclatura d'internacional.
- 1846, a l'agost, comencen els primers atacs al port, en el marc de la Guerra d'Intervenció nord-americana.
- 1846, la vila rep el Títol de "Il·lustre" per la defensa del port durant la Intervenció de les tropes nord-americanes.
- 1847, es construeixen els forts de "El Fortín de Santa Teresa", "Fuerte Santa Bárbara", "Fuerte El Rosario", "El Fortín de la Unión" i "Punta del Sud".
- 1847, la vila és capturada per l'exèrcit invasor, durant la Guerra d'Intervenció.
- 1867, és declarat port d'altura pel President Juárez.
- 1878, s'eleva la vila a categoria de "Ciutat".
- 1879, comença la construcció de les escoles "Benito Juárez" i "Josefa Ortiz de Domínguez".
- 1890, s'augmenten les terres del municipi per donació que va fer Buenaventura Tejeda, amo de la Hisenda Joluca.
- 1893, s'inaugura el ferrocarril Veracruz-Alvarado.
- 1897, s'agreguen al municipi les hisendes de Santa María Punta, Hato i Antón Lizardo, que pertanyien a Boca del Río.
- 1900, és inaugurat el nou Palau Municipal, seu de l'H. Ajuntament des d'aquesta data.

#### Segle XX.

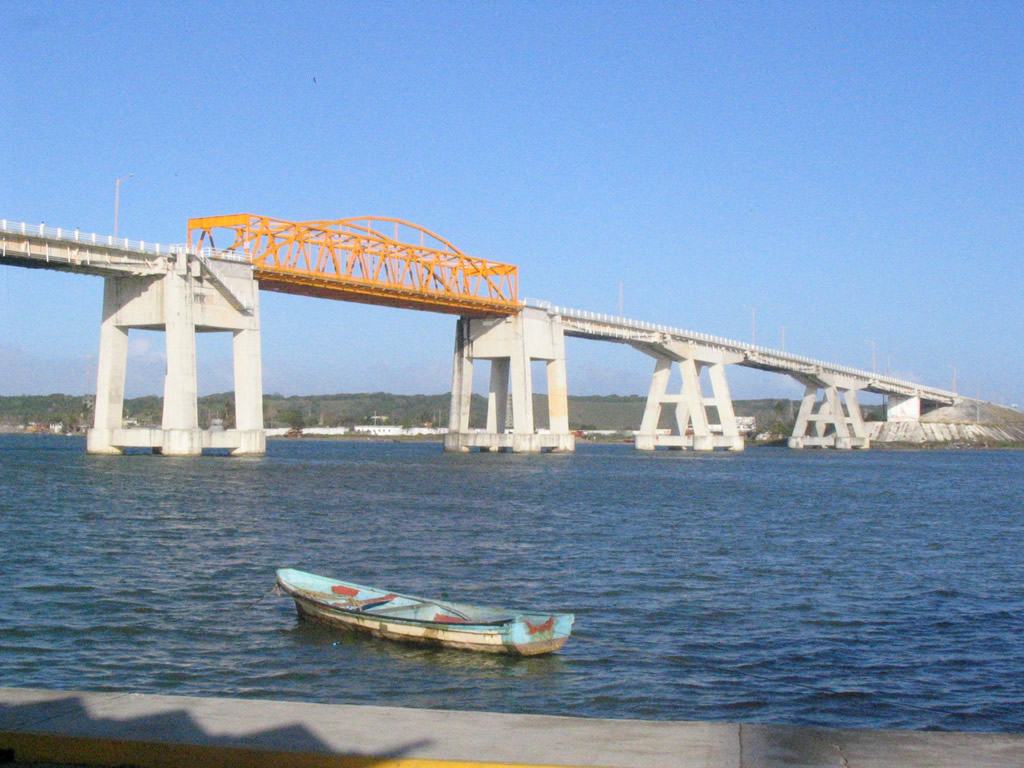
Puente de Alvarado sobre el Riu Papaloapan

- 1929, Tlacotalpan formula un testimoniatge de gratitud als auxilis i generositat prestats per Alvarado, en ocasió de la gran inundació que va sofrir aquest port.
- 1932, es filma "Redes", pel·lícula social. Mostra que i com es pesca a Alvarado. Musicalizada per Silvestre Revueltas. Els actors són veritables pescadors del lloc.
- 1944, s'honra a la ciutat amb el títol de "Generosa".
- 1946, se celebra el primer Centenari de la Defensa del Port durant la Guerra d'Intervenció amb els Estats Units.
- 1957, l'H. Congrés estatal atorga el Títol de "Heroica" a la Generosa Ciutat i Port d'Alvarado.
- 1963, Són inaugurats pel President de Mèxic el Pont i la fàbrica processadora de peixos i mariscs "Productos Pesqueros de Alvarado".
- 1979, s'inaugura la Casa de la Cultura "Narcís Serradell Sevilla".
- 1987, s'acaba la construcció i és desembarcada a les aigües del Riu Papaloapan la rèplica de la Nao Marigalante, una de les embarcacions que va utilitzar Cristóbal Colón en els seus viatges expedicionaris. La construcció va ser duta a terme per les drassanes locals d'Oscar Camarero, empresari local, a partir de la idea i concepte del navegant espanyol Vital Alsar. La padrina de la nau va ser l'actriu i doctora en lletres Alicia Rodríguez, portadora oficial de la "Bandera de la Pau".

#### Segle XXI
- 2004, Per primera vegada en la seva història les eleccions municipals donen com a resultat el triomf d'un candidat no pertanyent al PRI.
- 2006, Un autobús de transport local va caure del pont de Alvarado a les aigües profundes del Riu Papaloapan, deixant com a saldo als seus set morts.
- 2008, S'inicia la construcció del trimarán Zamná que portarà un missatge de pau al món; la construcció va ser realitzada per Don Oscar Camarero, sota el subsidi del seu propietari, Don Manuel Díaz Rubio i capitanejada novament pel navegant càntabre Vital Alsar.
- 2009, El 25 de juliol parteix del port de Alvarado el trimarán Zamná.
- 2009, La matinada del 29 d'octubre es registra un sisme de 5,7 en l'escala de Richter a 14 km al nord-oest del cap de municipi a l'altura de la localitat de Bon País. Es registren danys menors en el Palau Municipal i construccions antigues, encara que danyant severament l'edifici anteriorment conegut com a "Saló la Medul·la" causant la seva ensulsiada el 8 de novembre per a la seva total demolició dies després.
- 2010, A causa de les inundacions ocasionades pel Riu Papaloapan, el 28 d'agost i el 27 de setembre del mateix any, Alvarado rep generosament a centenars de Tlacotalpenys damnificats. Aquestes inundacions són considerades les més grans de la història.
- 2011, El 6 de febrer de 2011 és novament reconeguda com a Generosa per part del Poble Tlacotalpeny per l'ajuda brindada als damnificats de les inundacions de l'any 2010 .

## Govern i política

### Divisió administrativa
El municipi compta amb una extensió territorial de 840.63 km² i està conformat per 265 localitats.
Un port excel·lent per ser explotat com a port turístic i marítim a causa de la seva riquesa natural.